# Rohrlache zwischen Dippach und Dankmarshausen
Das Naturschutzgebiet Rohrlache zwischen Dippach und Dankmarshausen soll der Erhaltung der Auenlandschaft als Lebensraum für gefährdete Arten dienen und besitzt für den Vogelschutz eine besondere Bedeutung. Es wird zu wertvollsten Gebieten in Thüringen für Wiesenbrüter gezählt und in der Zeit des Vogelzuges ist es für zahlreiche Vogelarten, vor allem aber für Watvögel ein wichtiger Rast- und Nahrungsplatz. Die Flächen der Rohrlache entlang der ehemaligen innerdeutschen Grenze sind Bestandteile des Biotopverbundes „Grünes Band“ und gehören zu dem System von Schutzgebieten im Mittleren Werratal.

## Lage
Der geschützte Bereich befindet sich westlich der Landesstraße 1023 bei Dippach und erstreckt sich nördlich der Landesgrenze zu Hessen bis an die Werra bei Dankmarshausen. Dippach und Dankmarshausen sind Ortsteile der Stadt Werra-Suhl-Tal im westthüringischen Wartburgkreis. In der naturräumlichen Gliederung Deutschlands, die auf der Geografischen Landesaufnahme des Instituts für Landeskunde Bad Godesberg basiert, wird die Werraaue mit dem Naturschutzgebiet dem Berkaer Becken (359.12) im Salzungen-Herleshausener Werratal (359.1) zugeordnet. Nach Osten geht der Bereich in die Suhl-Fischgraben-Talung (359.3) und das Frauenseer Hügelland (359.2) über. Sie gehören zum Salzunger Werrabergland (359) innerhalb der Haupteinheitengruppe des Osthessischen Berglands (35). Das innerthüringische, nur landesweit einteilenden System der Landesanstalt für Umwelt und Geologie (TLUG) ordnet das Naturschutzgebiet dem Naturraum Werraaue Gerstungen-Creuzburg (6.6) zu.

## Schutzgebiet
Die fast ebene Aue liegt im Überschwemmungsbereich der Werra, die hier am westlichen Talrand entlang fließt. Trotz der geringen Höhendifferenzen liegt das östliche Drittel etwas tiefer, als die flussnahe Seite und hat flache Senken. Es ist wesentlich feuchter und bei Überflutungen steht das Wasser länger auf der Fläche. Hinzu kommt, dass sich salzhaltiges Wasser entlang einer das Tal querenden tektonischen Störung in der Tiefe mit Grundwasser mischt und zutage tritt. Im nordwestlichen Teil des geschützten Bereichs befinden sich unregelmäßige Ausschürfungen, Relikte des ehemaligen Kiesabbaus. Der tiefste Kessel ist ständig mit Wasser gefüllt, die flacheren nur bei Hochwasser. Die am niedrigsten liegenden Auenbereiche im Osten werden durch zwei Gräben entwässert, die in den bis zu zweieinhalb Meter tiefen „Kleinen Graben“ münden. Entlang der südlichen Grenze führt auf einem aufgeschütteten Damm ein mit Betonplatten belegter Kolonnenweg mit einem parallel verlaufenden Kfz-Sperrgraben der ehemaligen DDR-Grenztruppen. Den Untergrund der Rohrlache bildet der ein bis zwei Meter mächtige Auelehm, den Kiesvorkommen unterlagern. Der aus lehmigen und sandigen Substraten bestehende Auelehm aus dem Nacheiszeitalter verwitterte im westlichen Teil zu Sandlehm- und Lehmsand-Vega. Im sandig-tonigen Lehm des östlichen Teils entwickelten sich bei hoch anstehendem Grundwasser und ganzjähriger Oberbodenvernässung Kalklehm-Schwarzgley und Kalk-Anmoorgley mit Versalzungserscheinungen.

## Vegetation
Ab der Mitte des 19. Jahrhunderts wurde die Werra begradigt und tiefer gelegt, damit die Nutzung des Grünlands möglich wurde. Die entstandenen feuchten bis frischen Mähwiesen, die fast das gesamte Naturschutzgebiet bedecken, werden pflanzensoziologisch der Wiesenlabkraut-Wiesenfuchsschwanz-Gesellschaft zugeordnet. Als besondere Art kommt an mehreren Stellen das giftige Wasser-Greiskraut vor. Die ehemalige Kiesgrube im nordwestlichen Bereich bedeckt vollständig ein Schilf-Röhricht. Die Ufer der Gräben und einige kleine Senken besiedeln Salzpflanzen wie Strand-Aster, Sellerie, Salzschwaden, Kurzähren-Queller, Strand-Dreizack, Flügelsamige und Salz-Schuppenmiere und Mähnen-Gerste. Sie wachsen auch in dem ehemaligen Kfz-Sperrgraben, in der die Einspelzige Sumpfbinse vorkommt. Die Bewirtschaftung der Wiesen erfolgt durch Mahd oder Beweidung mit Rindern. Um Verluste unter den Wiesenbrütern zu vermeiden, darf ein Teil der Flächen erst relativ spät im Jahr genutzt werden.

## Fauna
Zusammen mit den angrenzenden Flächen wird die Rohrlache als eines der wertvollsten Gebiete in Thüringen für Wiesenbrüter erachtet. Als Bruthabitat besitzen sie für einige zum Teil in ihrem Bestand bedrohten Vogelarten wie Bekassine, Blau- und Braunkehlchen, Kiebitz, Neuntöter, Rohrweihe, Wachtelkönig und Wiesenpieper sowie als Nahrungshabitat für Weißstorch, Rot und Schwarzmilan eine besondere Bedeutung. Bekassine, Braunkehlchen, Kiebitz, Wachtelkönig und Weißstorch werden in der Roten Liste der Brutvögel Thüringens als vom Aussterben bedroht oder als stark gefährdet geführt.
Blaukehlchen, Neuntöter, Rohrweihe, Wachtelkönig, Rotmilan und Weißstorch, die als Brutvogel oder
Nahrungsgast in der Rohrlache beobachtet wurden, gehören zu den Arten des Anhangs I der Vogelschutzrichtlinie der EU, für deren Erhaltung und der Wiederherstellung ihrer Lebensstätten und Lebensräume die Mitgliedstaaten verpflichtet sind.
Mehrere Amphibienarten haben in der Aue ihre charakteristischen Lebensbereich. Im Schutzgebiet wurden Kreuz- und Erdkröte sowie der Europäische Laubfrosch nachgewiesen. Bei den Insekten gelten Beobachtungen des Dunklen Wiesenknopf-Ameisenbläulings, der Kurzflügeligen Schwertschrecke und der Sumpfschrecke sowie der Gebänderten Heidelibelle als erwähnenswert.

## Unterschutzstellung

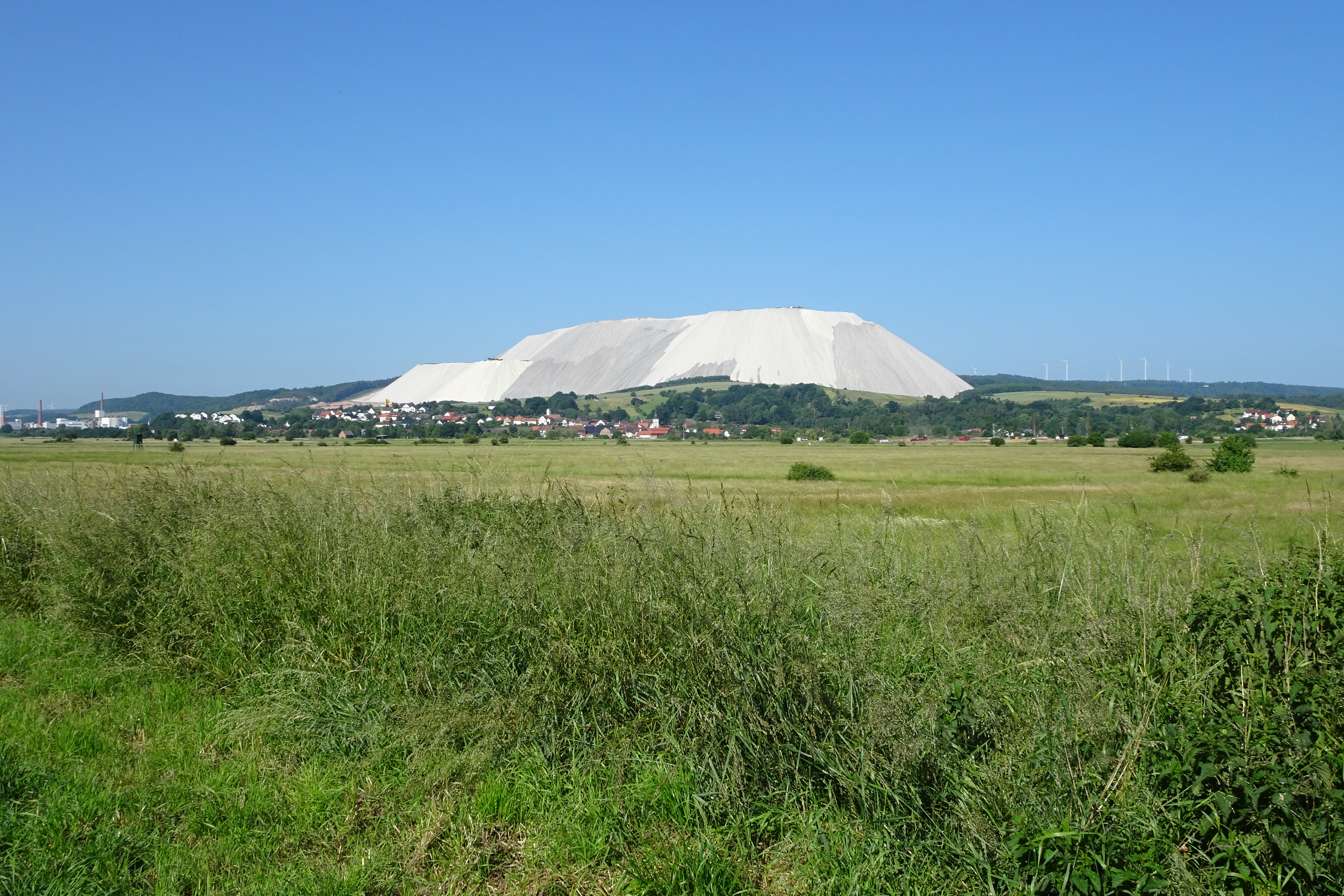
Blick von der Landesstraße bei Dippach auf die Rohrlache. Im Hintergrund Widdershausen und der „Monte Kali“, die Abraumhalde des Kalibergbaus

- Naturschutzgebiet

Nach einer teilweisen einstweiligen Sicherstellung in den Jahren von 1990 bis 1995 folgte die endgültige Unterschutzstellung am 28. August 2007. Mit Verordnung vom 25. Juli 2007 des Thüringer Landesverwaltungsamtes in Weimar wurden 57,2 Hektar in der Aue unter dem Namen „Rohrlache zwischen Dippach und Dankmarshausen“ als Naturschutzgebiet ausgewiesen. Der Schutzzweck wurde mit der „Erhaltung der offenen Auenlandschaft als Lebensraum für gefährdete Vögel und Pflanzen“ begründet. Das Naturschutzgebiet hat die thüringeninterne Kennung 221 und den WDPA-Code 378349.
- Vogelschutzgebiet

Die Rohrlache liegt innerhalb des Vogelschutzgebiets „Werra-Aue zwischen Breitungen und Creuzburg“, das sich mit mehreren, räumlich getrennten Teilbereichen im Tal der Werra zwischen Breitungen im Landkreis Schmalkalden-Meiningen und Creuzburg im Wartburgkreis erstreckt. Die periodisch überschwemmte Werraaue mit ihren großflächigen Grünlandbereichen, Auslaugungsseen, Röhrichten, Altarmen und kleinflächigen Auwäldern, bietet für zahlreiche Sumpf- und Wasservögel Lebensraum. Das Europäische Vogelschutzgebiet, englisch Special Protection Area (SPA) genannt, besitzt eine Größe von 2.578 Hektar, hat die thüringeninterne Kennung SPA 18, die europäische Gebietsnummer 5127-401 und den WDPA-Code 555537614.
- Grünes Band

Ein Streifen des Naturschutzgebiets entlang der Landesgrenze zu Hessen wurde in den Biotopverbund „Grünes Band“ integriert, das mit der Entscheidung des Thüringer Landtages vom 9. November 2018 zum Nationalen Naturmonument erklärt wurde. Während es in diesem Bereich auf der thüringischen Seite nur relativ schmal entlang ehemaligen innerdeutschen Grenze verläuft, umfasst das Grüne Band in Hessen größere Flächen im Werratal um das Naturschutzgebiet „Rohrlache von Heringen“. Als ein Bereich mit besonderer naturschutzfachlicher Bedeutung wurden sie der Zone 2 zugeordnet.

## Besucherhinweis
Das Naturschutzgebiet ist als Ruhebereich für störungsempfindliche Vogelarten vorgesehen und sollte nicht betreten werden. Beobachtungsmöglichen bieten sich von der östlich verlaufenden Landesstraße von Dippach nach Heringen. Entlang der rechten Werraseite verläuft der Werratal-Radweg auf der Teilstrecke zwischen Heringen und Dankmarshausen.